# Chenini
Chenini (en árabe tunecino: شنيني) es un pueblo tunecino habitado por bereberes, ubicado en la Gobernación de Tataouine, en el sur de la nación de Túnez. Chenini está ubicado en la cima de una colina cerca de un pueblo moderno llamado Nueva Chenini.

## Historia
Chenini era un granero fortificado, o ksar (en plural ksour). Al igual que otros ksour creados por las tribus bereberes del África del Norte, Chenini se construyó en la cima de una colina, para ayudar a protegerlo de las incursiones. Las estructuras más antiguas de la ladera datan del siglo XII; algunos de los edificios todavía se utilizan para almacenar grano para los aldeanos que viven en el valle. 
Chenini era una parada habitual en la ruta de los ksour del sur de Túnez, junto con los pueblos de Douiret, Ksar Ouled Soltane y Ksar Hadada.
A partir de 2023, Chenini estaba habitada por alrededor de 500 granjeros y pastores bereberes que viven en cuevas excavadas en la roca, muchas de las cuales han sido modernizadas. El pueblo se enfrenta a un declive demográfico a medida que las generaciones más jóvenes se van de Túnez a Europa en busca de trabajo. Chenini tiene servicios limitados y no tuvo acceso a Internet hasta 2013. Para la educación secundaria y las emergencias médicas, los residentes del valle deben viajar a Tataouine, a aproximadamente media hora de distancia. El pueblo tiene una contraparte moderna llamada Nueva Chenini, que tiene agua potable y corriente eléctrica, y albergaba a unas 120 familias en 2023.

## Geografía
Chenini (en árabe: شنني) es un pueblo troglodita bereber del sur de Túnez, está ubicado a 18 km de Tataouine, en el monte Dahar. El pueblo ocupa dos colinas en forma de anfiteatro y está dominada por una fortaleza (ksar) o alcázar, encaramada a una altura de unos 500 metros, desde donde la vista se extiende a decenas de kilómetros de desierto. La fortaleza combina las funciones de almacenamiento de reservas de alimentos, con la de lugar de refugio de personas en caso de ataque. 
Las fortalezas de Douiret, Guermessa y Chenini, permitieron a los bereberes sobrevivir a sucesivas invasiones, como la de los Banu Hilal en el siglo XI, estableciendo relaciones de cortesía y protección con las tribus árabes invasoras. El minarete blanco de la hermosa mezquita, ubicado en uno de los puntos más altos del pueblo, sirvió como punto de referencia para las caravanas. 
Cuando disminuyó el riesgo de invasiones y saqueos, los bereberes se hicieron más sedentarios y el pueblo comenzó a desarrollarse en las laderas de la montaña y hacia el valle. Desde la década de 1960, muy pocas personas han vivido en el pueblo, ya que el gobierno tunecino, construyó un nuevo pueblo llamado Nueva Chenini, ubicado en la base de las colinas, a pocos kilómetros del antiguo, e instó a los habitantes a mudarse allí.
El pueblo es muy popular entre los turistas y forma parte de muchos recorridos turísticos por el sur de Túnez.

## Star Wars
Chenini y la Gobernación de Tataouine están asociados con las películas de La guerra de las galaxias. Muchas escenas de las películas fueron filmadas en la zona. Chenini es el nombre de una luna del planeta Tatooine, el hogar de Luke Skywalker y el lugar de nacimiento de su padre, Anakin Skywalker, en la saga cinematográfica de Star Wars, algunas escenas de esas películas fueron filmadas en la región.